# Булгария (Клуж-Напока)
Булгария (на румънски: Bulgaria) е квартал в румънския град Клуж-Напока. Разположен е в източната част на града, между железопътна линия и река Сомеш. Зоната е предимно индустриална, в нея са разположени множество фабрики и офиси на компании.
През 17 век на това място е имало село, в което са живеели унгарци, шваби, саши и румънци. През 18 век, привлечени от плодородната земя, подходяща за отглеждането на зеленчуци, тук се настаняват български градинари, които дават и новото име на квартала. В началото на 20 век кварталът е бил известен като „Зеленчуковата градина на Клуж“, но с времето постепенно се променя и парцелите със зеленчуци и цветя отстъпват на блоковото строителство от социалистически тип и фабрични сгради.